# Pluwig
Pluwig is een plaats in de Duitse deelstaat Rijnland-Palts, en maakt deel uit van de Landkreis Trier-Saarburg.
Pluwig telt 1.671 inwoners.

## Bestuur
De plaats is een Ortsgemeinde en maakt deel uit van de Verbandsgemeinde Ruwer.

## Plaatsen in de gemeente Pluwig
- Geizenburg
- Pluwigerhammer